# Scriptores rerum Brunsvicensium
Scriptores rerum Brunsvicensium oder Scriptorum Brunsvicensia Illustrantium ist der Titel einer dreibändigen Quellensammlung zur welfischen und niedersächsischen Geschichte, die der Universalgelehrte Gottfried Wilhelm Leibniz in den Jahren 1707 bis 1711 im Verlag von Nicolai Förster in Hannover drucken ließ.

## Hintergrund
Leibniz hatte bereits zuvor Quellenwerke wie den Codex juris gentium diplomaticus (1693 und 1700), die Historia arcana seu Excerpta ex diario Johannes Burchardi (1697) oder die Accessiones historicae (1698) herausgegeben. Dabei standen ihm die umfangreichen Bestände der Bibliotheca Augusta in Wolfenbüttel zur Verfügung, die er seit dem Jahr 1691 leitete. Das Werk entstand im Zusammenhang mit einer Auftragsarbeit für das welfische Fürstenhaus, für das er eine Hausgeschichte verfassen sollte. Er beschäftigte sich mehrere Jahre hindurch mit der Erstellung der Annales Imperii Occidentis Brunsvicenses, die in drei Bänden erschien, jedoch unvollendet blieb, da sie nur den Zeitraum von 768 bis zum Jahr 1005 abdeckte. Dabei war es ihm wichtig, sich auf kritisch geprüfte historische Quellen zu stützen. Leibniz konnte zudem auf sein breit gefächertes Korrespondentennetz zurückgreifen, um an Quellen zu gelangen. Die Bände der Scriptores rerum Brunsvicensium beinhalten Schriften zur mittelalterlichen Geschichte, von denen einige nur durch Leibniz analysiert wurden.

## Inhalt
Band 1 beginnt mit einem kurzen Überblick über ältere Schriften, darunter ein Auszug aus Strabons Geographie (griechisch, 7. Buch), der Geschichtsschreibung des Velleius Paterculus (2. Buch), der Germania und der Annales des Tacitus und ähnlichen Schriften. Die 2. Sektion beschäftigt sich ausführlicher mit der Lex Saxonum, die 3. mit der Lex Angliorum et Werinorum. Es folgen die Betrachtung der Vita Liudgeri des Altfried sowie ein kurzer Auszug aus der rhythmischen Litanei des Heiligen Ludger. Es folgen noch zahlreiche Lebensbeschreibungen wie die Vita Mathildis, die von der Mathilde von Canossa erzählt bis hin zu den Otia Imperialia des Gervasius von Tilbury, die dieser für Kaiser Otto IV. verfasste.
Der 2. Band beginnt mit dem heiligen Konrad von Konstanz und einem Stammbaum zu seiner Herkunft. Es folgen eine Chronik der Herzöge von Braunschweig und Lüneburg sowie eine fragmentarische Genealogie. Weitere Lebensbeschreibungen bis zur Chronicon continens res ecclesiae et reipublicae ab orbe condito usque tempora des Theoderich Engelhusen.
Der 3. Band enthält weitere Schriften und beginnt mit einer Reimchronik mit dem Titel Chronicon principum brunsvicensium rhythmicum antiquum (Die Chronik der alten Fürsten von Braunschweig) und endet mit den Leges Antiquae Civitatis Luneburgensis und einem Index, der alle drei Bände umfasst.

## Ausgaben
- Scriptores rervm Brvnsvicensium illvstrationi inservientes, antiqvi omnes et religionis reformatione priores: Opvs, in qvo nonnvlla chronica hvivs vicinarvmqve regionvm et vrbivm episcopatvvmqve ac monasteriorvm, praesertim Ostfaliae res etiam atestinorvm Lonogbardiae, et Gvelforvm Svperioris Germaniae; Vitae item hominvm illvstrivm avt principivm …. Band 1, Nicolai Förster, Hannover 1707 (diglib.hab.de oder Textarchiv – Internet Archive).
- Scriptorum Brunsvicensia Illustrantium. Band 2: Continens LI. Autores Scriptave, Religionis Reformatione Anteriora, Qvibus Res Brunsvigo-Luneburgensium Et Vicinarum Regionum, Episcopatuum, Urbium, Monasteriorum, Principum Et Hominum Illustrium, Nonnulla Etiam Guelfica Et Estensia Literis Mandantur; Maximam Partem Ex Manuscriptis Eruta, Aucta, Emendataqve. Nicolai Förster, Hannover 1710 (diglib.hab.de oder Textarchiv – Internet Archive).
- Scriptorum Brunsvicensia Illustrantium. Band 3: Continens XLII. Autores Scriptave, Religionis Reformatione Anteriora, Qvibus Res Brunsvigo-Luneburgensium Et Vicinarum Regionum, Episcopatuum, Urbium, Monasteriorum, Principum et Hominum Illustrium, Nonnulla Etiam Estensia; Leges Item Complures Antiqvæ Saxonum Inferiorum, Et Monumenta Historica Ipsa Eorum Dialecto Exhibentur; Maximam Partem Ex Manuscriptis Eruta, Aucta, Emendataqve Nicolai Förster, Hannover 1711 (diglib.hab.de oder Textarchiv – Internet Archive).